# Cumari
Cumari is een gemeente in de Braziliaanse deelstaat Goiás. De gemeente telt 3.145 inwoners (schatting 2009).